# فرودگاه راس لانوف
 فرودگاه راس لانوف (به انگلیسی: Ra's Lanuf Airport) یک فرودگاه غیرنظامی است که یک باند فرود کامپوزیت دارد و طول باند آن ۱۵۱۹ متر است. این فرودگاه در کشور لیبی قرار دارد و در ارتفاع ۱۳ متری از سطح دریا واقع شده است.